# Átejtve
Az Átejtve (eredeti cím: Overboard) 2018-ban bemutatott amerikai romantikus filmvígjáték, melyet Rob Greenberg rendezett. A forgatókönyvet Greenberg, Bob Fisher és Leslie Dixon írta. A főbb szerepekben Eugenio Derbez, Anna Faris, Eva Longoria és John Hannah látható. A film cselekménye az 1987-ben bemutatott A vasmacska kölykei (eredeti címe ugyancsak Overboard) című film történetével lényegében megegyezik, azzal a különbséggel, hogy a két főszereplő nemét felcserélték.
Az Amerikai Egyesült Államokban 2018. május 4-én mutatták be, míg Magyarországon négy héttel később szinkronizálva, május 31-én a Fórum Hungary forgalmazásában. Általánosságban kedvezőtlen értékeléseket kapott a kritikusoktól, akik dicsérték Faris komikus alakítását, de a történetet középszerűnek ítélték meg, amely az eredetit nem múlja felül. A film ennek ellenére világszerte összesen több mint 91 millió dollárt tudott gyűjteni, ami a 12 milliós költségvetésével szemben jó teljesítmény.

## Rövid történet
Egy dúsgazdag és önelégült playboy, illetve annak egyedülálló anyaként dolgozó alkalmazottja összevesznek, majd az utóbbi elhiteti az emlékezetét elveszítő főnökével, hogy ők ketten házasok.

## Cselekmény
Kate Sullivan (Anna Faris) háromgyerekes egyedülálló anyuka, aki két munkát is végez, miközben nővér vizsgára készül. Hamarosan kap egy ajánlatot, miszerint egy szőnyeget kell kitisztítania, ami az arrogáns playboy milliomos Leonardo 'Leo' Montenegro (Eugenio Derbez) tulajdonában van egy jachton. Leo durva megjegyzéseket tesz Kate felé, és fizetés nélkül elküldi őt, mert parancsra nem volt hajlandó étellel kiszolgálni. Ahogy Kate szól neki a viselkedéséért, Leo a tisztítógépével együtt belöki a vízbe.
Eközben Mexikóban Leo nővérei, Magdalena és Sofia gondozza a nehéz helyzetben lévő beteg apjukat. Feldühödnek, amikor az apa Leót jelenti be egyedüli utódjának, hogy ő vezesse tovább a családi vállalatot. Magdalena meglátogatja bátyját. Még azon az éjszakán Leo elcsúszik a jachton és észrevétlenül beleesik az óceánba. Amnéziával ébred fel a parton. A város központjában sétálva végül eléri a kórházat. Magda megkeresi, majd otthagyja, amikor megtudja, hogy Leónak amnéziája van. Hazatér és azt hazudja, hogy Leo meghalt. Sofia gyanítja a nővére hazugságát.
Kate és barátnője, Theresa (Eva Longoria) látnak egy médiatájékoztatást Leo helyzetéről. A nő ennek kompenzálására Leo korábbi gaztetteire gondol, ekkor kihasználják az amnézia előnyeit és meggyőzik a férfit, hogy Kate-tel házasságban áll. Elmennek a kórházba és meggyőzik Leót; Kate pontosan beazonosítja a hátsó testtájékán lévő tetoválását, amit a jachton figyelt meg. Kate hazaér, és bemutatja a férfit a lányainak, majd részletezik az állítólagos életüket. Kate felveteti Leót egy fárasztó építési munkára, ahol Theresa férje, Bobby dolgozik.
Leonál kialakul a kötődés a lányok felé. Kate kezdi bűnösnek érezni magát, és úgy véli, elmondja Leónak az igazságot, de meggondolja magát, ahogy látja a lányait jól érezni magukat vele. Ehelyett együtt töltik az estét, amely Kate új kinyilatkoztatása; az évfordulójuk. Másnap Leo felfedezi az óvszereket. A legrosszabbat feltételezi, de miután Kate-tel szembesül, Theresa magára vállalja a dolgot. Leo és Kate úgy döntenek, hogy megújítják fogadalmukat.
Eközben Leo családja gyászszertartást tart, amin egy csirke harcot ábrázoló képet mutatnak be róla. Mr. Montenegró rájön, hogy hazudtak neki, ahogy meglátja fiát. Amikor Kate házához ér, Leo emléke visszatér, amint meglátja édesapját. Csalódottan és dühösen visszatér a jachtra, miközben a lányok könnyes szemmel futnak utána, és arra kérik, hogy maradjon.
Kate úgy dönt, hogy Leo után megy, míg a lányok elszaladnak a pizzázóhoz, hogy kölcsönkérjék Bobby hajóját és a jacht után eredjenek. Időközben Leo rádöbben, hogy önző és őrült volt az élete, mielőtt találkozott Kate-tel és a lányokkal. Rájön, hogy velük akar lenni, ekkor a kapitány megfordítja a hajót. Montenegro megpróbálja megállítani, de Sofia megszakítja a vitatkozást, és megtudják, hogy Magda megtévesztett mindenkit Leo halálának hamisításával, hogy ő legyen a vállalat irányítója. Három kürt szólama hallható, amelyre Leo kirohan a fedélzetre, hogy megtalálja Kate-et és a lányokat a közelben. Kate "Arturo! Arturo!" és Leo a "Catalina! Catalina!" kiabálással válaszol utalva egy történetre, amit Leo mesélt Kate-nek. Miután rájön, hogy az apja nem folytatja a vállalat vezetését, Leo a vízbe ugrik. Kate ugyanezt teszi és odaúsznak egymáshoz, majd csókolózni kezdenek. Az apja azzal fenyegeti, hogy kitagadja az örökségből, ha nem megy vissza, és a vállalatnak új igazgatója lesz, Sofia.
Leo visszatér Kate és a lányok életébe. Leo korábbi alkalmazottja, Colin megérkezik, hogy felajánlja a szolgáltatásait, mint dada. Miután elmondják neki, hogy ezt nem engedhetik meg maguknak, a férfi elmondja, hogy Leo jogilag még mindig a 60 millió dollárt érő jacht tulajdonosa. Leo feleségül veszi Kate-et a hajó fedélzetén, miközben a családok és a barátok boldogan figyelik őket.
A stáblista alatt több szereplő bizalmas vallomást tesz, köztük Leo apja azt mondja, hogy megveszi Leótól a jachtot  az „unokái” érdekében.

## Szereplők
| Szereplő                        | Színész          | Magyar hang      |
| ------------------------------- | ---------------- | ---------------- |
| Leonardo Montenegro, milliomos  | Eugenio Derbez   | Görög László     |
| Kate Sullivan, egyedülálló anya | Anna Faris       | Ruttkay Laura    |
| Theresa, Kate barátnője         | Eva Longoria     | Peller Anna      |
| Bobby, Theresa férje            | Mel Rodriguez    | Hannus Zoltán    |
| Emily Sullivan                  | Hannah Nordberg  | Szabó Blanka     |
| Olivia Sullivan                 | Alyvia Alyn Lind | Stern Hanna      |
| Molly Sullivan                  | Payton Lepinski  | Tóth Mira        |
| Papi Montenegro                 | Fernando Luján   | Cs. Németh Lajos |
| Magdalena Montenegro            | Cecilia Suárez   | Bertalan Ágnes   |
| Sofia Montenegro                | Mariana Trevino  | Pálfi Kata       |
| Colin, Leo inasa                | John Hannah      | Fazekas István   |

## Kritikai visszhang
A Metacritic oldalán a film értékelése 42% a 100-ból, amely 27 véleményen alapul. A Rotten Tomatoes weboldalon az Átejtve 23%-os minősítést kapott, 90 értékelés alapján.

## Fordítás
- Ez a szócikk részben vagy egészben  az   Overboard (2018 film) című angol Wikipédia-szócikk fordításán alapul.  Az eredeti cikk szerkesztőit annak laptörténete sorolja fel. Ez a jelzés csupán a megfogalmazás eredetét és a szerzői jogokat jelzi, nem szolgál a cikkben szereplő információk forrásmegjelöléseként.